# Повернення реаніматора
Повернення реаніматора (англ. Beyond Re-Animator) — іспанський фільм жахів 2003 року.

## Сюжет
Після жахливих подій в університеті Міскатонік геніальний вчений Герберт Вест відбуває строк у сирій камері старої провінційної в'язниці. Він як і раніше одержимий зловісною ідеєю пожвавлення мерців. Використовуючи будь-який доступний матеріал, Вест продовжує свої жахливі експерименти, і здається, він близький до успіху, ним виділена субстанція, що залишає організм у момент смерті. Отримавши її, вмерла людина повинна знаходити не тільки життя, а й розум. Доктор упевнений, що нові досліди з людською плоттю підтвердять його правоту, але він не передбачив їх небезпечні побічні ефекти.

## У ролях
- Джеффрі Комбс — доктор Герберт Вест
- Томмі Дін Мюссе — юний Говард «Хоуі» Філліпс
- Джейсон Беррі — доктор Говард Філліпс
- Барбара Елорріета — Емілі Філліпс
- Ельза Патакі — Лаура Олні
- Анхель Плана — зомбі
- Хавйер Сандовал — поліцейський
- Сантйаго Сегура — спідбол
- Лоло Ерреро — сержант Мончо
- Енріке Арсе — Кабрера
- Ніко Байксас — Мосес
- Сімон Андреу — наглядач Брандо
- Хоакін Ортега — офіцер Фалькон
- Ракель Гріблер — медсестра Ванесса
- Даніель Ортіс — Вінні
- Сесар Небреда — великий чувак
- Ігнасіо Відал — офіцер 1
- Мігель Анжел Ріпеу — офіцер 2
- Адан Родрігес — офіцер 3
- Алекс Реван — офіцер (в титрах не вказаний)
- Луіс Вільямс — охоронець Джеймс Скотт (в титрах не вказаний)